# ميل كاوتز
ميل كاوتز (بالإنجليزية: Mel Counts)‏ مواليد 16 أكتوبر 1941 في كوس باي، هو لاعب كرة سلة أمريكي سابق بدأ مسيرته الاحترافية في سنة 1964 ويحمل الرقم 11, 31. يبلغ طوله 7 قدم 0 بوصة (2.1 م). اعتزل اللعب في 1976.

## فرق لعب لها
- بوسطن سيلتكس
- واشنطن ويزاردز
- لوس أنجلوس ليكرز
- فينيكس صنز
- فيلادلفيا سفنتي سيكسرز
- لوس أنجلوس ليكرز
- يوتاه جاز

## الميداليات
| الميدالية | المسابقة                       |
| --------- | ------------------------------ |
| ذهبية     | الألعاب الأولمبية الصيفية 1964 |

## روابط خارجية
- ميل كاوتز على موقع الاتحاد الدولي لكرة السلة (الإنجليزية)
- ميل كاوتز على موقع إن بي أي (الإنجليزية)
- ميل كاوتز على موقع سبورتس رفرنس (الإنجليزية)
- ميل كاوتز على موقع كلية كرة السلة في سبورتس رفرنس.كوم (الإنجليزية)
- ميل كاوتز على موقع ريلجم (الإنجليزية)
- ميل كاوتز على موقع بروبوليرز (الإنجليزية)
- ميل كاوتز على موقع سبورتس رفرنس (الإنجليزية)
- ميل كاوتز على موقع أوليمبيديا (الإنجليزية)